# Interstate Commerce Commission

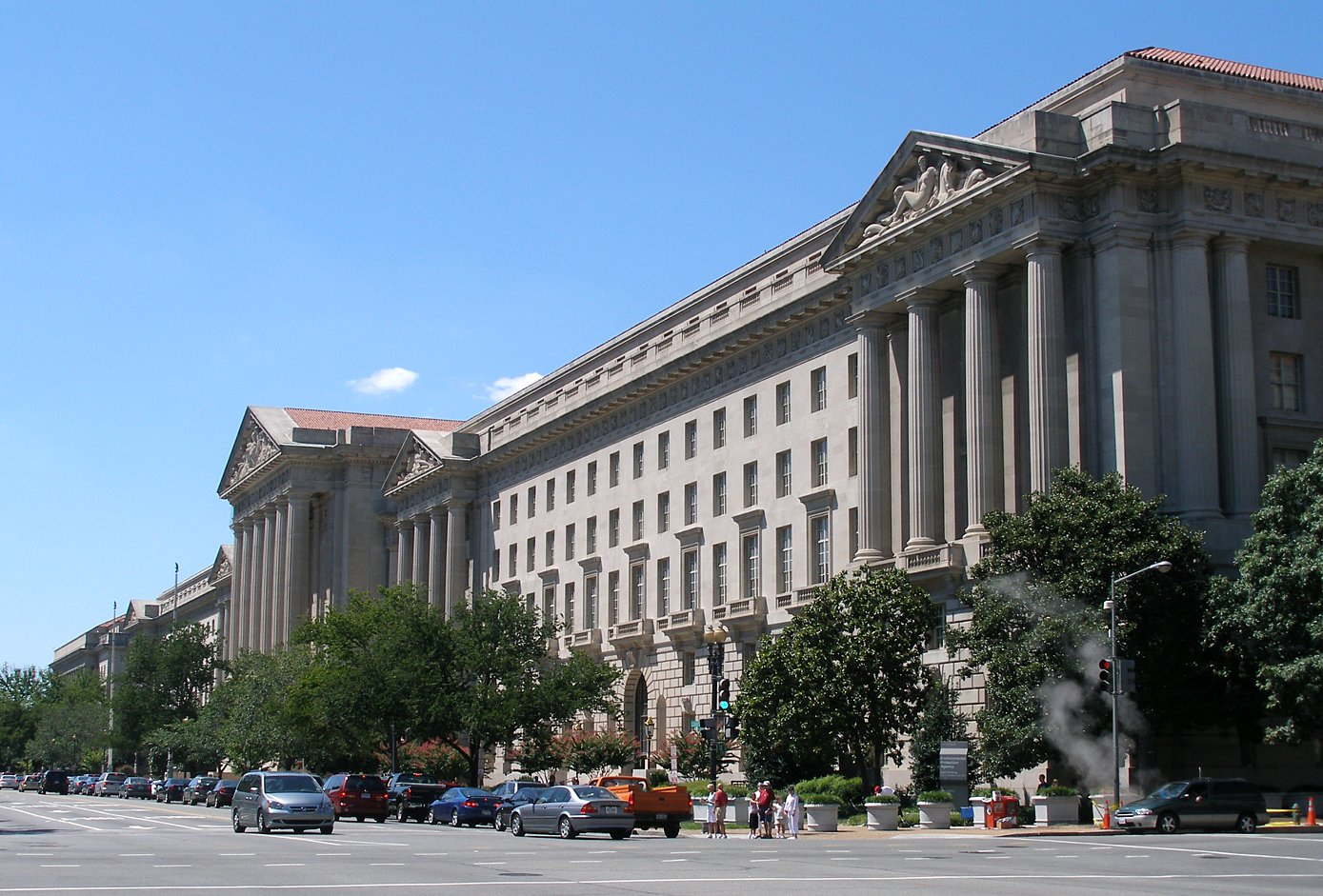
Sitz der Interstate Commerce Commission im Federal Triangle von 1934 bis 1995 (heute Sitz der Environmental Protection Agency)

Die Interstate Commerce Commission (ICC) war eine Behörde, die 1887 in den USA zur Regulierung der Eisenbahnwirtschaft und des -verkehrs geschaffen wurde. Sie existierte bis 1995.

## Entwicklung
Gegründet wurde die Interstate Commerce Commission durch den Interstate Commerce Act, ein US-Bundesgesetz vom 4. Februar 1887. Die ICC war die erste unabhängige Behörde (sog. Agency) auf Bundesebene. Mit Zustimmung des US-Senats ernannte der Präsident der Vereinigten Staaten ihre Mitglieder, die über eine gewisse Unabhängigkeit bei ihren Entscheidungen verfügten.
Der ursprüngliche Zweck der ICC war die Regulierung des Eisenbahnverkehrs (und später auch des Lastwagenverkehrs), so beispielsweise die Sicherstellung gerechter Frachtraten oder die Unterbindung diskriminierender Preisgestaltungen. Von 1910 bis 1934 regulierte sie auch die Telefondienste zwischen den Bundesstaaten. Diese Zuständigkeit ging 1934 an die neugeschaffene Federal Communications Commission über. Aufgrund verschiedener Deregulierungsmaßnahmen des US-Kongresses in den 1970er und 1980er Jahren verlor die ICC immer mehr an Kompetenzen. Im Jahr 1995 wurde sie abgeschafft. Die ihr bis dato verbliebenen Zuständigkeiten werden seither vom Surface Transportation Board wahrgenommen.
In den 1960er Jahren hatte die Behörde zeitweise über 2400 Bedienstete. Bis 1994 wurde die Zahl auf knapp 600 reduziert.

## Vorbildcharakter
Die ICC diente als Modell für spätere Regulierungsbemühungen. Beispielsweise wurden die Federal Trade Commission (1914), die Federal Communications Commission (1934), die U.S. Securities and Exchange Commission (1934), das National Labor Relations Board (1935), das Civil Aeronautics Board (1940) und die Consumer Product Safety Commission (1975) nach dem Vorbild der ICC geschaffen. Das bedeutet, dass sie von einem unabhängigen Mehr-Personen-Gremium geführt werden. In den letzten Jahrzehnten ist diese Struktur jedoch aus der Mode gekommen: Den nach 1960 geschaffenen  „Agencies“ steht regelmäßig nur eine Person vor. Außerdem sind sie in ein Ministerium („executive department“) eingebunden. Als Beispiele mögen die  Occupational Safety and Health Administration (1970) oder die Transportation Security Administration (2002) dienen.

## Rechtlicher Hintergrund
Das US-Bundesgesetz „Interstate Commerce Act“ von 1887, das die Bundesbehörde Interstate Commerce Commission gründete, beruhte auf der sog. „Commerce Clause“ der US-Bundesverfassung Art. I Sect. 8 Cl. 3 von 1778. Danach hat der Bund (Congress) die Power (Gesetzgebungszuständigkeit) „to regulate Commerce with foreign Nations, and among the several States, and with Indian tribes.“ Dadurch wurde der gemeinsame US-Binnenmarkt (Inland) der 13 Bundesstaaten (Bundesländer) geschaffen und der Bund (Union) erhielt die ausschließliche Gesetzgebungszuständigkeit, dessen Einheit und Freizügigkeit über die Grenzen der Einzelstaaten hinweg gegen deren staatliche Eingriffe oder solche der Privatwirtschaft (Kartelle) durch z. B. interne Grenzkontrollen, Abschottung von Teilmärkten usw. zu erhalten. Die alte Formulierung „among the several States“ wurde 1887 zu „Interstate“ modernisiert. Tieferer Rechtszweck der „Commerce Clause / Interstate“-Regulierungen ist die Verhinderung von Bevorzugungen und/oder Diskriminierungen von Einzelnen bzw. Einzelstaaten (z. B. „Landeskinder-Privileg“) im Sinne der Durchsetzung des Gleichheitsgrundrechts für alle Staats(Unions)bürger.

## Vorsitzende und Besetzung
Die Mitglieder der Interstate Commerce Commission bedurften der Bestätigung durch den Senat. Ursprünglich bestand die Commission aus fünf Personen mit einer Amtszeit von sechs Jahren. Durch den Hepburn Act aus dem Jahr 1906 vergrößerte sich das Gremium auf sieben Personen mit einer neuen Amtszeit von sieben Jahren. Mit dem Gesetz vom 9. August 1917 wuchs das Gremium auf neun und mit dem Esch-Cummins Act von 1920 auf elf Mitglieder an.
Mit einem Gesetz vom August 1982 wurde die Größe der Kommission wieder reduziert. So bestand das Gremium ab dem 1. Januar 1983 aus sieben Mitglieder und ab dem 1. Januar 1986 aus fünf. Gleichzeitig wurde beschlossen, dass alle ab dem 1. Januar 1984 beginnenden Amtszeiten fünf Jahre dauern.
Der Vorsitzende wurde durch die Commission selbst bestimmt. Ab dem 13. Januar 1911 galt die Regel, dass der Vorsitz jährlich in der Reihenfolge des Dienstalters wechseln sollte. Mit dem Reorganisation Plan No.1 erwirkte Präsident Richard Nixon, dass die Rotation des Vorsitzenden ab dem 13. Mai 1970 beendet wurde. Damit wurde dem Präsidenten durch eine entsprechende Berufung des Vorsitzenden die Möglichkeit der Einflussnahme auf die Behörde eröffnet.
| Amtszeit                                                                        | Name                     | Präsident                            |
| ------------------------------------------------------------------------------- | ------------------------ | ------------------------------------ |
| 31. März 1887 – 4. September 1891                                               | Thomas M. Cooley         | Grover Cleveland, Benjamin Harrison  |
| 5. September 1891 – 18. März 1892 (amtierend) 19. März 1892 – 31. Dezember 1897 | William Ralls Morrison   | Benjamin Harrison, Grover Cleveland  |
| 11. Januar 1898 – 12. Dezember 1910                                             | Martin A. Knapp          | William McKinley, Theodore Roosevelt |
| 12. Dezember 1910 – 9. Januar 1912                                              | Judson C. Clements       | William Howard Taft                  |
| 9. Januar 1912 – 13. Januar 1913                                                | Charles A. Prouty        | William Howard Taft                  |
| 13. Januar – 5. März 1913                                                       | Franklin Knight Lane     | William Howard Taft                  |
| 6. März – 31. Dezember 1913                                                     | Edgar E. Clark           | Woodrow Wilson                       |
| 1. Januar – 16. März 1915                                                       | James S. Harlan          | Woodrow Wilson                       |
| 17. März 1915 – 16. März 1916                                                   | Charles Caldwell McChord | Woodrow Wilson                       |
| 17. März 1916 – 16. März 1917                                                   | Balthasar H. Meyer       | Woodrow Wilson                       |
| 17. März 1917 – 16. März 1918                                                   | Henry Clay Hall          | Woodrow Wilson                       |
| 17. März 1918 – 16. März 1919                                                   | Winthrop More Daniels    | Woodrow Wilson                       |
| 17. März 1919 – 16. März 1920                                                   | Clyde B. Aitchison       | Woodrow Wilson                       |
| 17. März 1920 – 13. August 1921                                                 | Edgar E. Clark           | Woodrow Wilson                       |
| 3. Oktober 1921 – 31. Dezember 1922                                             | Charles Caldwell McChord | Warren G. Harding                    |
| 1. Januar – 31. Dezember 1923                                                   | Balthasar H. Meyer       | Warren G. Harding                    |
| 1. Januar – 31. Dezember 1924                                                   | Henry Clay Hall          | Calvin Coolidge                      |
| 1. Januar – 31. Dezember 1925                                                   | Clyde B. Aitchison       | Calvin Coolidge                      |
| 1. Januar – 31. Dezember 1926                                                   | Joseph B. Eastman        | Calvin Coolidge                      |
| 1. Januar – 31. Dezember 1927                                                   | John J. Esch             | Calvin Coolidge                      |
| 1. Januar – 31. Dezember 1928                                                   | Johnston B. Campbell     | Calvin Coolidge                      |
| 1. Januar – 31. Dezember 1929                                                   | Ernest I. Lewis          | Herbert Hoover                       |
| 1. Januar – 31. Dezember 1930                                                   | Frank McManamy           | Herbert Hoover                       |
| 1. Januar – 31. Dezember 1931                                                   | Ezra Brainerd Jr.        | Herbert Hoover                       |
| 1. Januar – 31. Dezember 1932                                                   | Claude R. Porter         | Herbert Hoover                       |
| 1. Januar – 31. Dezember 1933                                                   | Patrick J. Farrell       | Franklin D. Roosevelt                |
| 1. Januar – 31. Dezember 1934                                                   | William E. Lee           | Franklin D. Roosevelt                |
| 1. Januar – 31. Dezember 1935                                                   | Hugh M. Tate             | Franklin D. Roosevelt                |
| 1. Januar – 31. Dezember 1936                                                   | Charles D. Mahaffie      | Franklin D. Roosevelt                |
| 1. Januar – 31. Dezember 1937                                                   | Carroll Miller           | Franklin D. Roosevelt                |
| 1. Januar – 31. Dezember 1938                                                   | Walter M. W. Splawn      | Franklin D. Roosevelt                |
| 1. Januar 1939 – 30. Juni 1939                                                  | Marion M. Caskie         | Franklin D. Roosevelt                |
| 1. Juli 1939 – 30. Juni 1942                                                    | Joseph B. Eastman        | Franklin D. Roosevelt                |
| 1. Juli – 31. Dezember 1942                                                     | Clyde B. Aitchison       | Franklin D. Roosevelt                |
| 1. Januar – 31. Dezember 1943                                                   | J. Haden Alldredge       | Franklin D. Roosevelt                |
| 1. Januar – 31. Dezember 1944                                                   | William J. Patterson     | Franklin D. Roosevelt                |
| 1. Januar – 31. Dezember 1945                                                   | John L. Rogers           | Harry S. Truman                      |
| 1. Januar – 31. Dezember 1946                                                   | George M. Barnard        | Harry S. Truman                      |
| 1. Januar – 31. Dezember 1947                                                   | Clyde B. Aitchison       | Harry S. Truman                      |
| 1. Januar – 31. Dezember 1948                                                   | William E. Lee           | Harry S. Truman                      |
| 1. Januar – 31. Dezember 1949                                                   | Charles D. Mahaffie      | Harry S. Truman                      |
| 1. Januar – 31. Dezember 1950                                                   | John Monroe Johnson      | Harry S. Truman                      |
| 1. Januar 1951 – 31. Dezember 1951                                              | Walter M. W. Splawn      | Harry S. Truman                      |
| 1. Mai 1952 – 30. Juni 1953                                                     | J. Haden Alldredge       | Harry S. Truman                      |
| 1. Juli 1953 – 30. Juni 1954                                                    | John Monroe Johnson      | Dwight D. Eisenhower                 |
| 1. Juli 1954 – 30. Juni 1955                                                    | Richard F. Mitchell      | Dwight D. Eisenhower                 |
| 1. Juli 1955 – 23. November 1955                                                | Hugh W. Cross            | Dwight D. Eisenhower                 |
| 1. Januar – 31. Dezember 1956                                                   | Antony F. Arpaia         | Dwight D. Eisenhower                 |
| 1. Januar – 31. Dezember 1957                                                   | Owen Clarke              | Dwight D. Eisenhower                 |
| 1. Januar – 31. Dezember 1958                                                   | Howard G. Freas          | Dwight D. Eisenhower                 |
| 1. Januar – 31. Dezember 1959                                                   | Kenneth H. Tuggle        | Dwight D. Eisenhower                 |
| 1. Januar – 31. Dezember 1960                                                   | John H. Winchell         | Dwight D. Eisenhower                 |
| 1. Januar – 31. Dezember 1961                                                   | Everett Hutchinson       | John F. Kennedy                      |
| 1. Januar – 31. Dezember 1962                                                   | Rupert L. Murphy         | John F. Kennedy                      |
| 1. Januar – 31. Dezember 1963                                                   | Laurence K. Walrath      | John F. Kennedy                      |
| 1. Januar – 31. Dezember 1964                                                   | Abe Goff                 | Lyndon B. Johnson                    |
| 1. Januar – 31. Dezember 1965                                                   | Charles A. Webb          | Lyndon B. Johnson                    |
| 1. Januar – 31. Dezember 1966                                                   | John W. Bush             | Lyndon B. Johnson                    |
| 1. Januar – 31. Dezember 1967                                                   | William H. Tucker        | Lyndon B. Johnson                    |
| 1. Januar – 31. Dezember 1968                                                   | Paul J. Tierney          | Lyndon B. Johnson                    |
| 1. Januar – 31. Dezember 1969                                                   | Virginia Mae Brown       | Richard Nixon                        |
| 1. Januar – 12. Mai 1970 (amtierend) 13. Mai 1970 – 4. April 1977               | George M. Stafford       | Richard Nixon, Gerald Ford           |
| 5. April 1977 – 31. Dezember 1979                                               | A. Daniel O’Neal         | Jimmy Carter                         |
| 1. Januar 1980 – 1. Februar 1981                                                | Darius W. Gaskins Jr.    | Jimmy Carter                         |
| 2. Februar – 24. Juni 1981 (amtierend)                                          | Marcus Alexis            | Ronald Reagan                        |
| 25. Juni 1981 – 12. Dezember 1985                                               | Reese H. Taylor Jr.      | Ronald Reagan                        |
| 13. Dezember 1985 – 9. Februar 1990                                             | Heather J. Gradison      | Ronald Reagan                        |
| 12. Februar 1990 – 4. Februar 1993                                              | Edward J. Philbin        | George H. W. Bush                    |
| 5. Februar 1993 – 22. März 1995                                                 | Gail C. McDonald         | Bill Clinton                         |
| 23. März 1995 – 31. Dezember 1995                                               | Linda J. Morgan          | Bill Clinton                         |

## Sitz
1918 zog die Interstate Commerce Commission in das an der Ecke Pennsylvania Avenue/18th Street NW errichtete Interstate Commerce Commission Building ein.
Mit der Fertigstellung des Interstate Commerce Commission Buildings (William Jefferson Clinton Building East) 1934 an der Ecke 12th Street Northwest/Constitution Avenue im Federal Triangle wurde dieses Gebäude bis 1995 zum Sitz der Commission.